# لارنس دیوید
لارنس دیوید (انگلیسی: Laurent David؛ زادهٔ ۹ ژانویهٔ ۱۹۷۱) بازیکن فوتبال اهل فرانسه است.
از باشگاه‌هایی که در آن بازی کرده‌است می‌توان به باشگاه ورزشی آمیان، باشگاه فوتبال استاد برستوا ۲۹، و باشگاه فوتبال سدان اشاره کرد.